# Velika Kruševica (gmina Rekovac)
Velika Kruševica (cyr. Велика Крушевица) – wieś w Serbii, w okręgu pomorawskim, w gminie Rekovac. W 2011 roku liczyła 252 mieszkańców.